# Epigelasma perineti
Epigelasma perineti är en fjärilsart som beskrevs av Claude Herbulot 1972. Epigelasma perineti ingår i släktet Epigelasma och familjen mätare. Inga underarter finns listade i Catalogue of Life.